# Brigue Xingu
A Brigue Escuna Xingu ou Brigue Xingu foi um navio da Marinha do Brasil construída durante o período imperial. Xingu foi o primeiro e único navio a ter esse nome na Marinha do Brasil. O homônimo de seu nome é a tribo que vive ás margens do Rio Amazonas. Ele foi incorporado a Marinha em 24 de julho de 1854 e aposentado em 1861.